# Họ Tiết mi
Họ Tiết mi (danh pháp khoa học: Thismiaceae) là một họ trong thực vật có hoa chỉ được một số nhà phân loại học công nhận (ví dụ J. Hutchinson, Chase và ctv. 1995 , 2000 ; hệ thống APG 1998; Caddick và ctv. 2000 ; Neyland 2002 ; Thiele & Jordan 2002 , Merckx và ctv. 2006 và Woodward và ctv. 2007 , nhưng chủ yếu được đưa vào trong họ Burmanniaceae như là tông Thismieae (hệ thống APG II, Maas-van de Kamer trong hệ thống Kubitzki  và ctv.), chứa 5 chi với khoảng 45 loài, phân bố khá rải rác, trong đó 3 chi (Afrothismia, Haplothismia và Oxygyne) chỉ có ở Cựu thế giới, chi Thismia có mặt trong khu vực nhiệt đới của cả châu Mỹ lẫn châu Á, với ba loài sinh sống trong khu vực ôn đới tại Illinois (Hoa Kỳ), Nhật Bản và New Zealand, Australia; còn chi Tiputinia có trong khu vực Amazon.

## Đặc điểm
Các loài trong họ Thismiaceae là các cây thân thảo nhỏ sống dị dưỡng nấm lâu năm, thân hơi mọng, có thân rễ và ưa ẩm vừa phải. Hoặc không có lá hoặc với các lá nhỏ, mọc so le hay mọc đối, bị suy thoái thành dạng vảy và không có diệp lục. Phiến lá nhẵn, gân lá song song. Trong thịt lá có chứa các tinh thể oxalat calci hình kim. Chúng có thể nhận ra nhờ các hoa đặc trưng của chúng. Các hoa nhỏ lưỡng tính thường mọc đơn lẻ (đôi khi mọc thành chùm) ở đầu ngọn, các lá đài ngoài thường khác với các lá đài trong, cũng thường hay có một vòng bao quanh một họng rộng, các nhị cụp vào trong hay tạo thành một nón ở giữa hoa, bầu nhụy hạ. Hoa trông tương tự như một con sứa nhỏ hay một nhóm các nấm nhỏ. Chúng hoặc là tự thụ phấn hoặc tiếp hợp vô tính. Quả là dạng quả nang bị nứt ra khi chín, chứa 50-150 hạt.

## Phân loại và phát sinh chủng loài
Thismiaceae hay Burmanniaceae sensu lato (bao gồm cả Thismieae) đã từng được liên kết với các họ khác nhau. Nhiều tác giả đề xuất mối quan hệ với các họ dị dưỡng nấm khác như Triuridaceae (Eichler, 1875; Baillon, 1894), Geosiridaceae (Cronquist, 1970), Corsiaceae (Hutchinson, 1959; Dahlgren và ctv., 1985), và Orchidaceae (Lindley, 1846; Karsten, 1858; Engler, 1888; Cronquist, 1970; Rübsamen, 1986). Tuy nhiên, các mối quan hệ này hiện nay đã bị gạt bỏ hoàn toàn, dựa trên sự hội tụ của các trạng thái đặc trưng có liên quan, do phương thức sống dị dưỡng nấm (Soltis và ctv., 2005). Ngoài ra, Thismiaceae cũng từng được liên kết với một loạt các họ một lá mầm khác như Haemodorocaceae, Iridaceae, Amaryllidaceae, Bromeliaceae, Taccaceae và Velloziaceae (Maas và ctv., 1986); làm chứng cho sự thiếu đồng thuận về các mối quan hệ của các loài thực vật kỳ dị này. Các phân tích phát sinh chủng loài phân tử dựa trên DNA đặt Thismiaceae vào trong bộ Dioscoreales (Caddick và ctv., 2000, 2002; Davis và ctv., 2004), nhưng với các kết quả khác nhau cho vị trí của nó trong bộ này, phụ thuộc vào kiểu lấy mẫu và thu thập dữ liệu (Caddick và ctv., 2002; Merckx và ctv., 2006).
Nghiên cứu phát sinh chủng loài của Merckx và ctv (2009), Merckx và ctv (2010) cho thấy việc gộp chi Afrothismia vào trong họ Thismiaceae làm cho nó trở thành cận ngành, trong khi độ hỗ trợ cho tính đơn ngành của nhánh chứa các chi Thismia, Haplothismia và Tiputinia là cao.
Cây phát sinh chủng loài trong phạm vi bộ Dioscoreales dưới đây lấy theo APG II.
|  | Taccaceae (Họ Râu hùm) |
|  |                        |
|  | Thismiaceae            |
|  |                        |

| Hỗ trợ < 50% | \| \| Burmanniaceae (Họ Cỏ cào cào) \| \| \| \| \| \| Dioscoreaceae (Họ Củ nâu) \| \| \| \| |
|              | \| \| Burmanniaceae (Họ Cỏ cào cào) \| \| \| \| \| \| Dioscoreaceae (Họ Củ nâu) \| \| \| \| |
|              | Burmanniaceae (Họ Cỏ cào cào)                                                               |
|              |                                                                                             |
|              | Dioscoreaceae (Họ Củ nâu)                                                                   |
|              |                                                                                             |

|  | Burmanniaceae (Họ Cỏ cào cào) |
|  |                               |
|  | Dioscoreaceae (Họ Củ nâu)     |
|  |                               |

|  | Taccaceae (Họ Râu hùm) |
|  |                        |
|  | Thismiaceae            |
|  |                        |

| Hỗ trợ < 50% | \| \| Burmanniaceae (Họ Cỏ cào cào) \| \| \| \| \| \| Dioscoreaceae (Họ Củ nâu) \| \| \| \| |
|              | \| \| Burmanniaceae (Họ Cỏ cào cào) \| \| \| \| \| \| Dioscoreaceae (Họ Củ nâu) \| \| \| \| |
|              | Burmanniaceae (Họ Cỏ cào cào)                                                               |
|              |                                                                                             |
|              | Dioscoreaceae (Họ Củ nâu)                                                                   |
|              |                                                                                             |

|  | Burmanniaceae (Họ Cỏ cào cào) |
|  |                               |
|  | Dioscoreaceae (Họ Củ nâu)     |
|  |                               |

|  | Taccaceae (Họ Râu hùm) |
|  |                        |
|  | Thismiaceae            |
|  |                        |

| Hỗ trợ < 50% | \| \| Burmanniaceae (Họ Cỏ cào cào) \| \| \| \| \| \| Dioscoreaceae (Họ Củ nâu) \| \| \| \| |
|              | \| \| Burmanniaceae (Họ Cỏ cào cào) \| \| \| \| \| \| Dioscoreaceae (Họ Củ nâu) \| \| \| \| |
|              | Burmanniaceae (Họ Cỏ cào cào)                                                               |
|              |                                                                                             |
|              | Dioscoreaceae (Họ Củ nâu)                                                                   |
|              |                                                                                             |

|  | Burmanniaceae (Họ Cỏ cào cào) |
|  |                               |
|  | Dioscoreaceae (Họ Củ nâu)     |
|  |                               |

|  | Taccaceae (Họ Râu hùm) |
|  |                        |
|  | Thismiaceae            |
|  |                        |

| Hỗ trợ < 50% | \| \| Burmanniaceae (Họ Cỏ cào cào) \| \| \| \| \| \| Dioscoreaceae (Họ Củ nâu) \| \| \| \| |
|              | \| \| Burmanniaceae (Họ Cỏ cào cào) \| \| \| \| \| \| Dioscoreaceae (Họ Củ nâu) \| \| \| \| |
|              | Burmanniaceae (Họ Cỏ cào cào)                                                               |
|              |                                                                                             |
|              | Dioscoreaceae (Họ Củ nâu)                                                                   |
|              |                                                                                             |

|  | Burmanniaceae (Họ Cỏ cào cào) |
|  |                               |
|  | Dioscoreaceae (Họ Củ nâu)     |
|  |                               |

## Các chi
- Afrothismia (Engl.) Schltr.: Khoảng 11-16 loài đặc hữu vùng nhiệt đới châu Phi[10][12]. Có thể không thuộc về họ này.
- Haplothismia Airy Shaw: 1 loài tại Tây Ghats, Ấn Độ[10].
- Oxygyne Schltr.: 1 loài tại Cameroon và 2 tại Nhật Bản[10].
- Thismia Griff. (bao gồm cả Bagnisia, Geomitra, Glaziocharis, Mamorea,  Ophiomeris, Scaphiophora, Triscyphus, Triurocodon): Khoảng 32-35 loài tiết mi, thủy ngọc bôi tại vùng nhiệt đới châu Á và Nam Mỹ, vài loài tại vùng ôn đới[10][12].
- Tiputinia P.E. Berry & C. L. Woodw.: 1 loài tại Ecuador[10].